# Rajon Izgrev
Rajon Izgrev (bulgariska: Район Изгрев) är ett distrikt i Bulgarien.   Det ligger i kommunen Stolitjna Obsjtina och regionen Sofija-grad, i den västra delen av landet. Rajon Izgrev ligger i huvudstaden Sofia.
Runt rajon Izgrev är det i huvudsak tätbebyggt. Runt rajon Izgrev är det tätbefolkat, med 849 invånare per kvadratkilometer.